# قلعة أبو قبيس
قلعة أبو قبيس حصن وموقع أثري في منطقة السقيلبية محافظة حماة في سوريا، في موقع جبلي رائع تحيط به الغابات والطبيعة الرائعة.  

## تاريخ
يذكر بعض المؤرخين أن البناء الأول لتحصين هذا الموقع يعود الفترة الرومانية، وذلك أن الرومان بنوا مجموعة من الحصون على القمم الغربية للجبال الساحلية السورية منها (مصياف وأبو قبيس). ولكن قلة المعلومات التاريخية وندرة الدراسات عن هذه القلعة يجعل تتبع الفترات الأولى للبناء أمرا صعبا ورهنا بالتكهنات. ولكن المخطط المعماري المعتمد في قلعة أبو قبيس هو نموذج القلاع البيزنطية من القرن العاشر الميلادي. أي أن البيزنطيين سيطروا على هذا الموقع وأعادوا تخطيطه وتحصينه على النمط المعتمد لديهم.
ولكنها ما لبثت أن انتقلت إلى السلطة العربية السورية حيث استولى عليها بنو مرداس أمراء حلب في القرن الحادي عشر الميلادي عند توسيع إمارتهم، ثم آلت إلى سلطنة محمود بن زنكي ثم الأمراء الأيوبيين فالمماليك، ولا يعرف إن كان المغول قد هدموها عند اجتياحهم بلاد الشام في عام 1258 م. 
أما في الفترة العثمانية فقد قلت أهمية القلعة وهجرت لتبقى عمارتها كما هي الحالية عربية وبيزنطية ممتزجة بإسلوب التخطيط والتحصين البيزنطي.

## وصف معماري
للقلعة شكل مثلث رأسه من الشمال وقاعدته من الجنوب. وتتألف القلعة من أربعة أقسام:

### المدخل
يقع المدخل من الجهة الشمالية الشرقية، ويأخذ شكلا منكسرا يحميه برج مربع من الغرب. ويولج من الباب شرقا حيث يقوم برج مربع صغير من الخارج ومن الداخل يحمي الباب برج دائري يتصل بالقلعة الداخلية. وقد زود المدخل بهذه الأبراج لحمايته وزيادة منعته بسبب إمكانية الوصل السهل نسبيا من هذه الجهة.

### الأسوار الخارجية
السور الخارجي مثلث الشكل مبني من الحجر الكلسي الصغير المتوفر بكثرة في هذه الجبال. تقوم على زوايا المثلث أبراجا مريعة، حيث يوجد برجان مربعان من الشمال قرب الباب الخارجي وبرج مربع على كل زاوية من الضلع الجنوبي وتتوسط هذه الأبراج في كل ضلع أبراج دائرية رشيقة حيث لا تزيد المسافة بين برجين عن 10م وقد يلتصق برجان أحيانا، حيث يقع برج مربع إلى الشرق من المدخل الخارجي من الجهة الشمالية ملاصقا لبرج دائري يقابله تشكيل مماثل من الغرب. أما السور فيمتد بين الأبراج بشكل رشيق بسماكة متوسطة بحيث يظهر أن السور والأبراج قد بنيت بنفس الفترة في استخدامها نفس التقنية والأسلوب وبسبب الترابط القائم بين عناصر الإنشاء.

### البناء الداخلي
قلعة أبو قبيس هي حصن وقلعة متكاملة ترتفع جدرانها عاليًا داخل الأسوار وقد بنيت على قمة الجبل حيث ترتفع الجدران من كل الجهات وقد زودت هذه الجدران من الخارج بأبراج دائرية وأبراج مربعة لحمايتها ودعمت هذه الجدران بتصفيح حجري منضد بشكل جميل ومتين. يقع المدخل الرئيسي للقلعة الداخلية المثلثية الشكل في الشمال الشرقي مقابل الطريق الواصل من المدخل الرئيس للقلعة حيث يوصل إليه عبر مدخل يمر بين برجين ويولج إلى القلعة الداخلية من خلال قنطرة.
أما السور فيمتد من الجهة الغربية من البرج المربع الذي يقع غرب المدخل جنوبًا بشكل مضلع منحني حيث تقوم في الزاوية الجنوبية الغربية بقايا لبرجين مربعين ما زال أحدهما قائمًا ثم يضيق الجدار من الجنب ليتجه شمالًا مستندًا إلى تسفح حجري منضد وبرج دائري في الزاوية الجنوبية الشرقية والجدار الشرقي مزود بتصفيح مائل عالي جدًا تقوم عليه جدران القلعة من الأعلى حيث تنتشر مرامي السهام. حتى نصل إلى شمال شرق الباب حيث يقوم البرج المربع الحامي للمدخل.
يولج إلى القلعة عبر قنطرة تغطي المدخل يقع إلى يمينها محرس يحمل سقفه عقد مربع ثم يفضي المدخل إلى ممر يقود إلى الغرف الداخلية والمستودعات التي تظهر بقايا جدرانها وقناطرها حتى نصل إلى الجزء الجنوبي حيث يقوم برج دائري كبير تتصل فيه الأبراج الثلاثة الجنوبية التي تدعم القلعة من هذه الجهة.

### الفسحة الداخلية
وهي الفسحة المحصورة بين السور الخارجي والقلعة الداخلية حيث تضيق من الغرب والجنوب لتشكل ممرًا حول القلعة الداخلية وتتسع من الشرق والشمال حيث تحوي عددًا من خزانات المياه وغرف الجند والمؤنة.

## ملكية القلعة
تقع القلعة وسفوح الجبال المحيطة بها في أملاك الدولة العامة وهي من ضمن اهتمام وزارة السياحة والهيئة العامة للآثار في الجمهورية العربية السورية.

## الوصول إلى القلعة
يوصل إلى القلعة بطريق مزفت يمر عبر وادي أبو قبيس الجميل حيث الطبيعة الخلابة ويصعد الطريق إلى اعالي الجبل إلى مسافة قريبة من المدخل.

## وصلات خارجية
- الموقع الرسمي لمحافظة حماة

1. ↑  Hillenbrand، Carole (2007). Turkish Myth and Muslim Symbol: The Battle of Manzikert. Edinburg: Edinburgh University Press. ص. 164–165. ISBN:9780748625727.